# Почуття нації
Почуття́ на́ції (ісп. Sentimientos de la Nación) — документ, представлений Хосе Марією Морелосом, лідером повстанців у Війні за незалежність Мексики, Національному установчому конгресу в Чільпансінго 14 вересня 1813 року, як програма соціально-економічних і політичних перетворень, що відображала класові прагнення експлуатованих низів.
У документі були сформульовані принципи національної незалежності, суверенітету, поділу влади (на законодавчу, виконавчу і судову); вказувалося на необхідність вигнання іспанських колонізаторів і встановлення ліберальної форми правління. Документ передбачав скасування рабства і поділу населення на групи за расовою ознакою, заміну численних данин і зборів єдиним податком, гарантії власності та недоторканності житла, видання законів, які обмежили б розкіш багатіїв, відкриття портів для іноземних суден тощо.
Деякі політичні ідеї, сформовані у документі, знайшли віддзеркалення в Апацинганській конституції 1814 року, ухваленій Чильпансінгським конгресом.

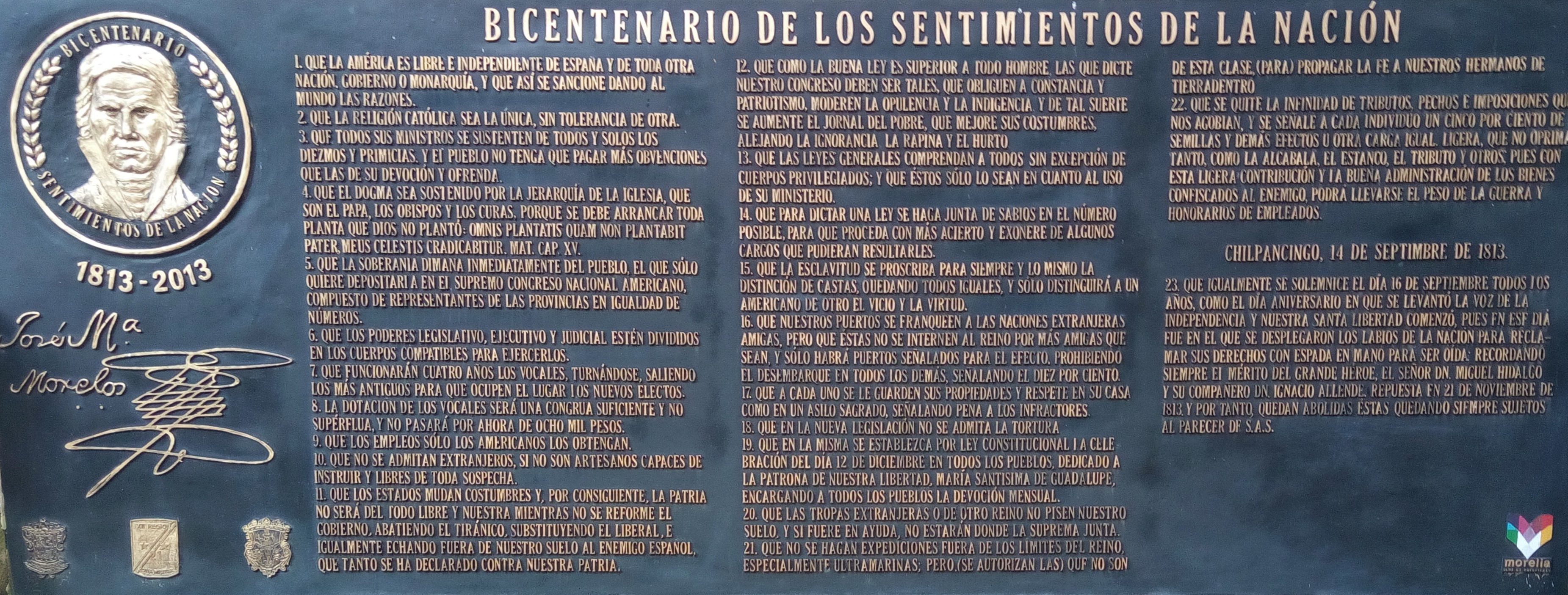
Пам'ятна дошка 200 років «Почуттям нації» на місці народження Морелоса.